# Thamnotettix bipunctatus
Thamnotettix bipunctatus är en insektsart som beskrevs av Melichar 1911. Thamnotettix bipunctatus ingår i släktet Thamnotettix och familjen dvärgstritar. Inga underarter finns listade i Catalogue of Life.